# Мас, Йоханнес
Йоханнес Леонардюс Мас (нидерл. Johannes Leonardus Maas, 17 июня 1900 — 5 сентября 1977) — нидерландский велогонщик, призёр Олимпийских игр.

## Биография
Родился в 1900 году в Стенбергене. В 1924 году принял участие в Олимпийских играх в Париже, где стал 7-м на дистанции 50 км на велотреке и в командной гонке преследования, 6-м в командной раздельной гонке по шоссе, и 19-м в личном первенстве в раздельной гонке по шоссе. В 1928 году на Олимпийских играх в Амстердаме завоевал серебряную медаль в командной гонке преследования. В 1929 году стал серебряным призёром чемпионата Нидерландов.